# Rosemarie Kerkow-Weil
Rosemarie Kerkow-Weil (* 10. Oktober 1954 in Haßbergen) ist eine deutsche Pflege- und Erziehungswissenschaftlerin.

## Leben
Nach Ausbildungen zur Arzthelferin und Kinderkrankenschwester arbeitete Rosemarie Kerkow-Weil von 1976 bis 1987 an der Kinderheilanstalt Hannover. Von 1986 bis 1991 studierte sie Erziehungswissenschaft an der Universität Hannover und befasste sich dort in ihrer Diplomarbeit mit dem Thema Wandlungen des kulturellen Modells als Herausforderung für die Gewerkschaften. 1999 wurde sie dort mit einer Dissertation Zum Umgang mit dem Fremden. Die Pflege ausländischer Patienten als Ausdruck von Inhumanität im Krankenhaus promoviert.
Nach Tätigkeiten als pädagogische Mitarbeiterin für die Bildungsvereinigung Arbeit und Leben und als Referatsleiterin für Gesundheitsfachberufe beim Senator für Gesundheit in Bremen war Kerkow-Weil ab 1997 erst Verwaltungsprofessorin für Pflegewissenschaft an der Evangelischen Fachhochschule Hannover, ab 1999 dann ordentliche Professorin für Pflegewissenschaft mit dem Schwerpunkt Individuum und Organisation und Dekanin des Fachbereichs Gesundheitswesen. Von 2003 bis 2007 war sie Vizepräsidentin der Evangelischen Fachhochschule Hannover. Nach deren Zusammenschluss mit der Fachhochschule Hannover (heute Hochschule Hannover) war Kerkow-Weil seit 2008 auch dort als Vizepräsidentin tätig. Im November 2010 wurde sie vom Hochschulsenat zur Präsidentin gewählt, konnte aufgrund von Klagen eines Mitbewerbers das Amt jedoch vorerst nicht antreten. Seit dem 20. August 2011 war sie Präsidentin der Hochschule, nachdem sie seit dem 15. Juni 2011 dieses Amt schon vertretungsweise wahrgenommen hatte. Ende  2012 stellte der Hochschulsenat einen Abwahlantrag. Am 11. Januar 2013 wurde die Abwahl des vierköpfigen Präsidiums seitens des Senats positiv beschieden; eine Abstimmung des Hochschulrats fiel jedoch negativ aus. Am 15. März 2013 trat Kerkow-Weil von ihrem Amt als Präsidentin zurück.
Seit Herbst 2013 lehrte sie in der Fakultät Soziale Arbeit und Gesundheit an der HAWK Hochschule Hildesheim/Holzminden/Göttingen. Seit 2019 ist Kerkow-Weil im Ruhestand.
Seit 1987 ist sie mit dem Politiker Stephan Weil verheiratet, mit dem sie einen Sohn hat.

## Veröffentlichungen
- Wandlungen des kulturellen Modells als Herausforderung für die Gewerkschaften. Diplomarbeit Universität Hannover, 1991
- Zum Umgang mit dem Fremden. Die Pflege ausländischer Patienten als Ausdruck von Inhumanität im Krankenhaus. Hannover: Expressum-Verlag (Dissertation Universität Hannover), 1999
- Evaluation der Fachweiterbildung. Fachkraft für Kinder- und Jugendpsychiatrie. efh-papers - P04-002. Hannover: Blumhardt-Verlag, 2004